# Колода (Кировская область)
Колода — упразднённая деревня в Слободском районе Кировской области России. Находится на территории современного села Стеклофилины Денисовского сельского поселения.

## География
Расположено на правом берегу реки Вятки примерно в 4 км к северу от города Слободской.
географическое положение
Близнаходящиеся населённые пункты (стрелка — направление, расстояния в километрах — по прямой)
- пос. Стеклозавод (→ 0.3 км)
- д. Стеклофилины (↘ 0.4 км)
- д. Старые Филины (↗ 0.4 км)
- д. Лобовики (↓ 0.6 км)
- д. Зубари (← 0.7 км)
- д. Долматовы (↗ 0.8 км)
- д. Пивовары (← 1.1 км)
- д. Ярошутинцы (↖ 1.1 км)
- д. Падери (↑ 1.2 км)
- д. Огорельцевы (↗ 1.5 км)
- д. Михонины (↓ 1.5 км)
- д. Ключи (↙ 1.6 км)
- д. Новые Минчаки (↙ 1.6 км)
- д. Петухи (↖ 1.9 км)
- д. Старые Минчаки (↓ 1.9 км)
- д. Арлаки (← 2.1 км)
- д. Бурдичи (← 2.2 км)
- д. Степкины (← 2.2 км)
- д. Верхние Кропачи (↓ 2.3 км)
- д. Сидоровцы (↑ 2.4 км)

## История
На 1891 год административно-территориальное устройство: Вятская губерния, Слободской уезд, Георгиевская волость, Широбоковское общество
На 1978 год: Кировская область, Слободской район.
До 1950-х годов на месте нынешнего села Стеклофилины было несколько деревень: Филинцы, Лобовики, Зубари, Колода.
При постройке стекольного завода образовалось единое деревня с названием Филины Стекольные, позже — Стеклофилины.

## Население
По переписи 1939 года 42 жителя
Список населённых пунктов Кировской области на 01.01.1950 г. упоминает 22 жителя в 8 дворах.

## Инфраструктура
На 1891 год входил в городское благочиние г. Слободской (Николаевская церковь).

## Транспорт
Просёлочная дорога.